# Stéphanie de Barbaron
Stéphanie de Lampron, également connue sous le nom de Stéphanie de Barberon (arménien : Ստեփանիա ; née vers 1220 et morte en 1249), est une noble arménienne, issue de la famille des Héthoumides, et reine consort de Chypre.
Elle est fille de Constantin, seigneur de Barberon, et d'une fille anonyme (Alice ?) de Héthoum III, seigneur de Lampron. Elle est la sœur du roi Héthoum Ier d'Arménie.
Elle épouse Henri Ier de Lusignan, roi de Chypre, en 1237, sans postérité.

## Demi-sœur du même nom
Elle est parfois confondue avec sa demi-sœur aînée, née entre 1200 et 1205, décédée après 1274, fille de Constantin, seigneur de Barberon, et de mère inconnue.
Cette dernière épouse Constantin, seigneur de Lampron, en 1220. Ensemble, ils ont un fils :
- Héthoum IV (1220-1250), qui épouse Eschive d'Antioche, fille de Raymond-Roupen, prince d'Antioche, et qui, ensemble, ont deux filles[2] :
  - Keran, mariée à Léon II d'Arménie[3],
  - Alice, mariée à Balian d'Ibelin, sénéchal de Chypre.

L'identification n'est pas possible pour des raisons chronologiques.